# Heidekraut-Wurzelbohrer

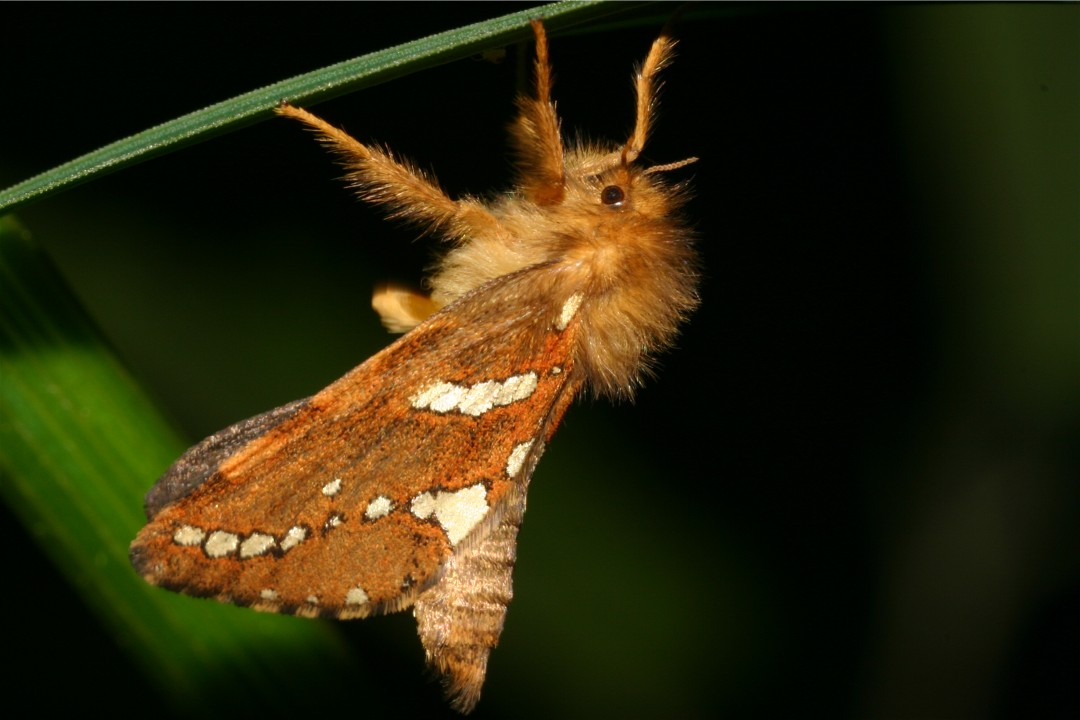
Heidekraut-Wurzelbohrer

Der Heidekraut-Wurzelbohrer (Phymatopus hecta) ist ein Schmetterling (Kleinschmetterling) aus der Familie der Wurzelbohrer (Hepialidae).

## Merkmale
Die Flügel des Heidekraut-Wurzelbohrers sind lang und schmal und haben eine Flügelspannweite von etwa 23 bis 30 Millimeter. Beim Männchen sind sie rostbraun und mit silbrigen Flecken gemustert, die in Reihen verbunden sind. Die Flügelfarbe des Weibchens ist gräulicher im Ton, die silbrigen Flecke sind verbreitert. Die Flügelenden tragen kleine Härchen, der Kopfbereich ist von dichten Haaren umgeben.

## Lebensweise
In der Abenddämmerung kann man die Männchen, oft in Gruppen, auf der Suche nach Weibchen ratlos umherschwirren sehen. Dabei stülpen sie bei den Hinterbeinen ein pinselförmiges Duftorgan heraus um Weibchen anzulocken. In besonderen Fällen wird dieses Duftorgan auch im Sitzen hervorgeholt. Die Weibchen sitzen sich zur Paarung in die Nähe des Männchens auf einer Pflanze nieder und das Männchen kommt angeflogen.
Die weißlichen Eier werden auf den Boden abgelegt, sie werden dabei vom Weibchen einfach im Flug in der Nähe der Raupenfutterpflanze abgeworfen.
Im Laufe des Herbstes schlüpfen die Raupen aus ihren Eiern. Sie verbergen sich sogleich in der Erde und fressen extern an den Wurzeln des Adlerfarns Pteridium aquilinum (möglicherweise auch an anderen Pflanzen, die Angaben dazu sind aber unsicher). Sie überwintern im Boden und bohren sich im folgenden Frühjahr in die Stängelbasis ein, in der sie eine ovale Höhlung fressen, bevor sie im Frühjahr die Pflanze verlassen und sich in der Erde verpuppen. Der Falter fliegt von Juni bis Ende August.
Da die Falter nur verkümmerte Mundwerkzeuge besitzen, können sie keine Nahrung aufnehmen.

### Lebensraum
Der Falter ist sowohl in tieferen als auch in höheren Lagen anzutreffen. Seine typischen Habitate sind Waldwiesen, Waldränder und grasige Heiden. Er ist auf dem gesamten Gebiet der Europäischen Union und bis ins westliche Russland verbreitet. Die Art ist häufig.